# Club Deportivo Cajamadrid (balonmano)
El Club Deportivo Cajamadrid fue un equipo madrileño de balonmano con sede en Alcalá de Henares. Fue uno de los clubes históricos de finales de los años 1980 en España y en Europa.

## Historia
La Caja de Ahorros y Monte de Piedad de Madrid que tenía un equipo amateur de balonmano decidió en 1979 comprar los derechos federativos del equipo BM Banco Ibérico de Madrid que jugaba en segunda división para pasar a ser un equipo profesional. Fernando Utande, director general adjunto de la Caja fue el gran impulsor de este cambio y fundador del Club Deportivo Cajamadrid
Al año siguiente se ficha a casi todos los jugadores del BM Jaén que se retiró por problemas económicos y que había quedado quinto en la división de honor. Con estos refuerzos el equipo consiguió el ascenso a división de honor en un año.
Ya en la élite del balonmano español la caja subió la apuesta fichando como entrenador al mítico Domingo Bárcenas leyenda del balonmano, y construyó un moderno pabellón en Alcalá de Henares (el pabellón Caja Madrid), ya que esta ciudad acogió al club creándose una afición que animaba al equipo.
Después de varias temporadas de altibajos el equipo se afianza en la categoría acabando segundo en la temporada 1987/88, y tercero en la siguiente, aunque se jugó el título en la última jornada y ante el FC Barcelona en casa.
Estos resultados hicieron que el equipo se clasificara para jugar la Copa de Europa IHF llegando hasta las semifinales las dos ediciones.
En 1990 se crea la liga Asobal de balonmano, siendo el CD Cajamadrid uno de sus miembros fundadores. 
La temporada 1990/91 será la última que dispute el equipo, ya que la entidad decide prescindir del club debido a la expansión de Caja Madrid por toda España.
Las siguientes cuatro temporadas Caja Madrid patrocinaría al Club Juventud Alcalá, equipo al que cedió la estructura deportiva, para que Alcalá de Henares siguiera teniendo un equipo en la liga Asobal.

## Pabellón

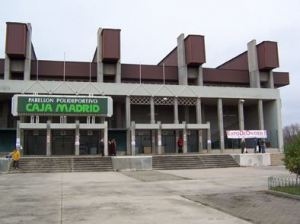
Pabellón Cajamadrid.

- Nombre: pabellón Cajamadrid / pabellón Ruiz de Velasco.
- Ciudad: Alcalá de Henares.
- Inauguración: 1987.
- Capacidad: 4500 espectadores.
- Superficie: Parqué.
- Dirección: Av. Meco, km. 0,700.

## Palmarés

### Torneos internacionales
- Copa IHF:
  - Semifinalista: 1988-89, 1989-90.

### Torneos nacionales
| Competición               | Títulos | Subcampeonatos             |
| ------------------------- | ------- | -------------------------- |
| División de Honor (0/1)   |         | 1987-88.                   |
| Copa del Rey (0/1)        |         | 1993-94 (Juventud Alcalá). |
| Supercopa de España (0/1) |         | 1989-90.                   |

## Jugadores históricos
- Manolo Gutiérrez
- Eduardo Martínez "Cihuri"
- Javier Reino
- Oscar Gutierrez
- Zoran Puzovic
- Jesus Maria Elberdin
- Eugenio Castelví
- Chema Pradas
- Demetrio Lozano